# Savar
Savar je manjše naselje na Dugem otoku (Hrvaška), ki upravno spada pod občino Sali Zadrske županije.

## Geografija
Savar leži v osrednjem delu otoka, na manjši okoli 60 m visoki vzpetini nad robom doline, nekoliko odmaknjen od obale nad zalivom Dražica.
V dnu zaliva Dražica je manjši pristan, ki je odprt severnim in severozahodnim vetrovom.Privez plovil je mogoč na manjšem pomolu kolenaste oblike, ali pa z notranje strani valobrana. Globina morja pri valobranu je 2-3 metre. Pri pomolu je splavna drča.
Kraj je poznan po podzemni jami Strašna peć.

## Prebivalstvo
V Savru stalno živi okoli 46 prebivalcev.
| Pregled števila prebivalcev po letih | Pregled števila prebivalcev po letih | Pregled števila prebivalcev po letih | Pregled števila prebivalcev po letih | Pregled števila prebivalcev po letih | Pregled števila prebivalcev po letih | Pregled števila prebivalcev po letih | Pregled števila prebivalcev po letih | Pregled števila prebivalcev po letih | Pregled števila prebivalcev po letih | Pregled števila prebivalcev po letih | Pregled števila prebivalcev po letih | Pregled števila prebivalcev po letih | Pregled števila prebivalcev po letih | Pregled števila prebivalcev po letih |
| ------------------------------------ | ------------------------------------ | ------------------------------------ | ------------------------------------ | ------------------------------------ | ------------------------------------ | ------------------------------------ | ------------------------------------ | ------------------------------------ | ------------------------------------ | ------------------------------------ | ------------------------------------ | ------------------------------------ | ------------------------------------ | ------------------------------------ |
| 1857                                 | 1869                                 | 1880                                 | 1890                                 | 1900                                 | 1910                                 | 1921                                 | 1931                                 | 1948                                 | 1953                                 | 1961                                 | 1971                                 | 1981                                 | 1991                                 | 2001                                 |
| 151                                  | 167                                  | 178                                  | 177                                  | 202                                  | 242                                  | 284                                  | 298                                  | 286                                  | 282                                  | 197                                  | 188                                  | 93                                   | 85                                   | 57                                   |

## Zgodovina
Kraj se prvič omenja v 13. stoletju. V slikovitem zalivu Dražica, na otočku, ki je z nasipom povezan s kopnim, stoji predromanska cerkev sv. Pelegrina. Prezbiterij je bil postavljen med 7. do 9. stoletjem, cerkvena ladja in zakristija pa sta bili zgrajeni okoli leta 1300.
Župnijska cerkev, z baročnim krstilnikom z napisom v glagolici, ki so ga prenesli iz cerkve sv. Pelegrina, je bila postavljena 1670. Nekoč je bil v Savarju tudi samostan ob katerem je stala cerkev sv. Andreja.

## Zanimivosti
Jama Strašna peć je bila prva organizirana izletniška destinacija ne samo na Dugem otoku, temveč tudi v širši okolici. Leta 1904 je Strašno peć obiskal avstrijski cesar Franc Jožef I.
Savar je znan tudi po pridobivanju kamenja. Iz kamenja pridobljenega v tukajšnem kamnolomu je zgrajeno mnogo zgradb po svetu, med drugimi tudi palača Združenih narodov v New Yorku.